# Dichogama jessicales
Dichogama jessicales là một loài bướm đêm trong họ Crambidae.